# Природные резерваты Варшавы
Природные резерваты Варшавы. На территории Варшавы расположено 12 природных резерватов, общей площадью около 1747 га. Самой крупной охраняемой территорией является Кабацкий лес (903 га), а самой малой по площади — болото Яцека (19,45 га). Согласно Закону об охране природы за нахождение на территории природных резерватов может грозить штраф или даже арест, но полиция в Варшаве жестких наказаний не применяет. Пешеходное движение разрешено только в пределах четырех охраняемых территорий: Ольшинка Гороховская: Кабацкий лес, Натолинский лес, Морисин и Черняковское озеро.
| Название                             | Вид резервата  | Цель создания                                                                                                   | Район         | Год создания | Площадь (гектаров) |
| ------------------------------------ | -------------- | --- | ------------- | ------------ | ------------------ |
| Болото Яцека                         | флористический | Охрана торфяников и водной растительности                                                                       | Весола        | 1981         | 19,45              |
| Черняковское озеро                   | ландшафтный    | Охрана старицы Вислы                                                                                            | Мокотув       | 1987         | 47,60              |
| Кавенчин                             | флористический | Охрана теплолюбивых сосудистых растений                                                                         | Рембертув     | 1998         | 69,54              |
| Белянский лес                        | ландшафтный    | Охрана участка варшавского склона                                                                               | Беляны        | 1973         | 130,35             |
| Заповедник им. короля Яна Собеского  | лесной         | Охрана фрагментов старых дубов, остатков Мазовецкого леса; самое важное место гнездования певчих птиц в Варшаве | Вавер         | 1952         | 113,56             |
| Кабацкий лес им Стефана Старшинского | ландшафтный    | Охрана участка варшавского склона и дубово-грабового леса                                                       | Урсынув       | 1987         | 902,68             |
| Натолинский лес                      | лесной         | Охрана участка варшавского склона и лесных массивов под склоном                                                 | Урсынув       | 1991         | 105,00             |
| Кемпинские стаи                      | фаунистический | Охрана гнездящихся водоплавающих птиц                                                                           | Бялоленка     | 1998         | 88,26              |
| Морысин (охраняемая территория)      | ландшафтный    | Охрана участка пойменно-ольхового лесопарка                                                                     | Вилянув       | 1996         | 53,46              |
| Ольшинка Гроховская                  | ландшафтный    | Охрана ценного места с точки зрения флористики и истории                                                        | Прага-Полудне | 1983         | 56,95              |
| Урсыновский откос                    | ландшафтный    | Охрана участка варшавского склона                                                                               | Урсынув       | 1996         | 22,65              |
| Завадовские острова                  | фаунистический | Охрана гнездовых убежищ водоплавающих птиц                                                                      | Вилянув       | 1998         | 184,72             |